# Einar Frogner

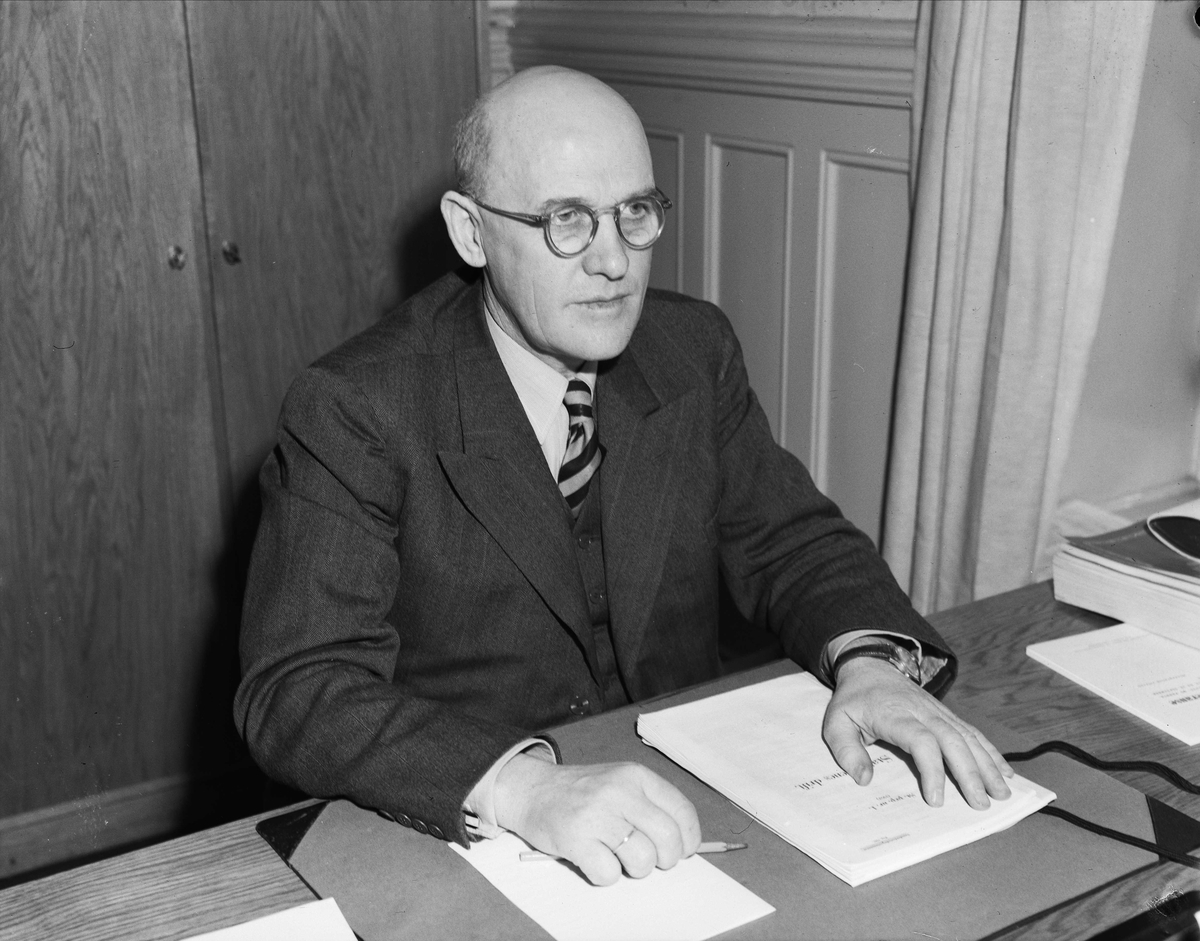
Einar Frogner im 1952

Einar Frogner (* 19. Mai 1893 in Løten, Hedmark; † 10. Juli 1955) war ein norwegischer Politiker der Bondepartiet (Bauernpartei), der zeitweise Landwirtschaftsminister sowie von 1948 bis 1955 Parteivorsitzender war.

## Leben

### Landwirt, Gutsbesitzer und Kommunalpolitiker
Frogner, Sohn eines Landwirts, wurde nach Abschluss der Landwirtschaftsschule in Jønsberg 1912 zunächst Verwalter eines Gutshofes in Gudbrandsdalen, danach von 1915 bis 1920 in Østerdalen sowie zuletzt zwischen 1920 und 1924 in Vang, ehe er schließlich selbst 1924 den Gutshof Dørum in Vang erwarb.
In dieser Zeit begann er seine politische Laufbahn in der Kommunalpolitik und war zunächst von 1924 bis 1927 Mitglied des Gemeinderates sowie im Anschluss bis 1930 Mitglied des Gemeindevorstandes von Vang und zeitgleich von 1924 bis 1930 Vorsitzender der Bauernpartei in Vang.
Als Gutsbesitzer begann er darüber hinaus sich Mitte der 1930er in verschiedenen lokalen und nationalen landwirtschaftlichen Organisationen zu engagieren und war unter anderem zwischen 1935 und 1947 Vorsitzender der Vereinigung der Pferdezüchter in Vang, von 1936 bis 1948 Landesvorsitzender der Vereinigung der landwirtschaftlichen Arbeitgeber, zwischen 1941 und 1955 Vorsitzender der Molkerei und des Milchlieferantenverbandes von Hedmark sowie von 1944 bis 1955 Landesvorsitzender der Pensionskasse der Milchbauern.
Daneben war Frogner, der 1937 Vorstandsmitglied der Bauernhofschule im Fylke Hedmark wurde, viele Jahre lang Mitglied der Vorstände des Forstvereinigung Hedmark (1935 bis 1947), der Milchzentrale von Østlandet (1936 bis 1955), der Norwegischen Bauernunion (1945 bis 1947) und des Landesverbandes der Norwegischen Mildproduzenten (1951 bis 1955) sowie zugleich von 1944 bis 1955 Mitglied des Aufsichtsrates des Landesverbandes der Norwegischen Mildproduzenten.

### Abgeordneter, Minister und Parteivorsitzender
Nach der Besatzung Norwegens durch die deutsche Wehrmacht und dem Ende des Zweiten Weltkrieges wurde er als Kandidat der Bauernpartei 1945 erstmals zum Abgeordneten in das Storting gewählt und vertrat dort bis zu seinem Tod den Wahlkreis Hedmark.
Am 25. Juni 1945 wurde er von Ministerpräsident Einar Gerhardsen zum Landwirtschaftsminister in die erste norwegische Regierung der Nachkriegszeit berufen und gehörte dieser bis zum 5. November 1945 an, nachdem Gerhardsen seine nur aus der Arbeiderpartiet bestehende zweite Regierung bildete.
Nachdem er von 1945 bis 1946 Mitglied des Landesvorstandes war, wurde er 1946 stellvertretender Vorsitzender der Bondepartiet und schließlich 1948 nach dem Tod von Nils Trædal Parteivorsitzender.
Während seiner zehnjährigen Parlamentszugehörigkeit war er zunächst von Dezember 1945 bis Januar 1950 Sekretär des Storting-Ausschusses für Straßen und Eisenbahnen (Vei- og jernbanekomité) und danach von Januar 1950 bis zu seinem Tod Vorsitzender des Verkehrsausschusses (Samferdselskomité). Zugleich war er von 1948 bis 1955 Mitglied des Verkehrsrates (Samferdselsrådet). Darüber hinaus war er zeitweise Mitglied des Wahlausschusses (Valgkomité) sowie Delegierter bei der Interparlamentarischen Union (IPU) und beim Nordischen Rat.
Nachdem er von 1945 bis 1950 Sekretär der Fraktion der Bondepartiet war, war er anschließend bis zu seinem Tod auch stellvertretender Fraktionsvorsitzender seiner Partei im Storting.
Nach seinem Tod folgte ihm 1955 Per Borten als Vorsitzender der Bondepartiet.